# Jacques Knecht
Jacques Knecht (ursprünglich Jakob Knecht, geb. 24. März 1930 in Zofingen; gest. 29. Juli 1988 ebenda) war ein Schweizer Maler und Zeichner. Sein Bürgerort war Zürich.

## Leben
Jakob Knecht war das ältere von zwei Kindern von Anna und Jakob Knecht-Hürlimann. Nach dem Besuch der Primar- und Bezirksschule in Zofingen absolvierte er zunächst eine Malerlehre und arbeitet im Malergeschäft seines Vaters. 1948 zog er nach Genf. Ab 1950 absolvierte er eine militärische Ausbildung. 1952 reiste er zu dem Bildhauer und Zeichner Franz Pabst (1927–2000) nach Paris. Dort nahm der die französische Fassung seines Vornamens an, unter dem er auch seine Werke veröffentlichte. Ein Jahr später zog er über Amsterdam nach Schweden, wo er als Baumaler arbeitete und seine spätere Frau Karin Samuelsson kennen lernte, die er 1956 heiratete. 1959 zog er zurück nach Zofingen und übernahm das väterliche Geschäft. Aus der Ehe stammt eine Tochter, die nach der Scheidung 1970 mit der Mutter zurück nach Schweden zog.
Knecht wandte in seinem künstlerischen Schaffen neben der Zeichnung und Malerei auch den Techniken der Lithografie, des Holzschnitts und der Radierung zu. 1968 beteiligte er sich erstmals an der Jahresausstellung der Aargauer Künstler und wurde 1969 in die Gesellschaft Schweizerischer Maler, Bildhauer und Architekten (GSMBA) Aargau aufgenommen. Ab 1975 lebte er mit der Künstlerin Lisa Stauffer zusammen. Ein Jahr vor seinem Tod veröffentlichte er in seinem Buch Hinter den Flügeln ist die Ewigkeit eigene Texte und Zeichnungen. Jenny Knecht, seine Tochter aus der Ehe mit Karin Knecht kümmert sich um sein künstlerisches Erbe.

## Ausstellungen
- 1970, 17. Januar bis 8. Februar: Galerie zur alten Kanzlei, Zofingen
- 1972, 2. bis 24. Dezember: Galerie zur alten Kanzlei, Zofingen
- 1977, 12. bis 27. März: Jacques Knecht, Lisa Stauffer, Galerie im Trudelhaus, Baden AG
- 1979, 16. Juni bis 1. Juli: Galerie zur alten Kanzlei, Zofingen
- 1985, 16. November bis 22. Dezember: Galerie Media, Zofingen
- 1990, 17. November bis 9. Dezember: Altes Schützenhaus, Zofingen
- 1995, 28. Januar bis 26. Februar: wenn ich verweile suche ich nicht; Galerie 6, Aarau
- 1996, 27. April bis 19. Mai: Altes Schützenhaus, Zofingen;
- 2005, 5. Dezember bis 6. Januar 2006: Galerie Goldenes Kalb, Aarau
- 2010, 19. August bis 12. September: Gestern, heute, hier und dort; Altes Schützenhaus, Zofingen[2]